# Laconismo
El laconismo es la forma de expresarse breve y concisamente, con las palabras justas y, a la vez, ingeniosamente. Esta  palabra hace referencia a la forma de hablar y pensar de los habitantes de la región de Laconia, en la Antigua Grecia, donde estaba situada Esparta.

## Desarrollo
Esto es especialmente útil por su eficacia (como en jerga militar), por razones filosóficas (para los minimalistas, como los estoicos), para desarmar discursos largos y demagógicos o por un especial esfuerzo educativo en este aspecto que es el verdadero origen de esta palabra.
Así, los lacónicos (←Laconĭcus(latín)← Λακωνικός [lakonicós](griego antiguo) ‘espartano, lacedemonio’), durante la educación espartana que recibían, pedían a los jóvenes que hablaran poco.

## Vicio del lenguaje
El laconismo puede ser un vicio del lenguaje, ya que la falta de palabras puede producir dificultades en la comprensión del mensaje. En otras circunstancias puede resultar útil y eficaz, como es el caso del ámbito militar o cuando se trata de explicar conceptos de manera breve y concisa.

## Ejemplos
Una de las anécdotas que da origen a este término se debe a que Filipo II de Macedonia lanzó a los laconios la siguiente advertencia: «Si invado Laconia, os arruinaré para siempre», a lo que los laconios contestaron escuetamente: «αἴκα» (que viene a significar un «si» condicional).
Otro ejemplo es la expresión que, según Plutarco, Leónidas I pronunció ante la demanda del ejército aqueménida de que depusieran sus armas, Molon labe, cuyo significado es ‘Ven y tómalas’.
Otra famosa respuesta exponente del laconismo, y ligada a las virtudes militares de los espartanos, fue la que dio Diéneces en la batalla de las Termópilas: cuando un aliado traquinio dijo que había tantos arqueros persas que con sus flechas bloquearían la luz del sol, él respondió que de esa manera lucharían a la sombra.